# محمد عمران (شاعر)
محمد بدر عمران (1934 - 1996) شاعر وصحفي سوري. 

## حياته
ولد في طرطوس ودرس في جامعة دمشق، تخرّج منها مجازًا في اللغة العربية وآدابها 1959. عمل مدرّسًا للأدب العربي في‌ ثانويات طرطوس. إنتقل إلى دمشق وعمل في الصحافة والإعلام، فرأس تحرير مجلة المعلّم العربي ومحررًا في جريدة الثورة ثم مديرًا لتحرير ملحق الثورة الثقافي، فرئيسًا لتحرير مجلة المعرفة، فعضوًا متفرّغًا في المكتب التنفيذي لاتحاد الكتاب العرب منذ 1990. رأس تحرير مجلة الموقف الأدبي التي تصدر عن الاتحاد. له دواوين شعرية عديدة.

## مسيرته
ولد محمد بدر عمران سنة 1353 هـ/ 1934 م أو 1363 هـ/ 1943 في قرية الملاجة - ناحية حمين محافظة طرطوس أو يقال في حارم بحلب . تخرّج من جامعة دمشق بقسم الأدب العربي 1959. عمل مدرّسًا للأدب العربي في ثانويات طرطوس حتى 1969، ثم انتقل إلى دمشق فعمل رئيسًا لتحرير مجلة المعلم العربي، 1973 وموظفًا في وزارة الأعلام، ومحررًا أدبيًا في جريدة الثورة، ومديرًا لتحرير ملحق الثورة الثقافي.
ثم انتقل إلى وزارة الثقافة والإرشاد القومي فعمل رئيسًا لتحرير مجلة المعرفة وتفرغ منذ عام 1990 لاتحاد الكتاب العرب عضوًا في مكتبه التنفيذي، ورئيسًا لتحرير مجلة الموقف الأدبي التي تصدر عن الاتحاد.

توفي عام 1996.

## مؤلفاته
من دواوينه الشعرية:
- ديوان محمد عمران
- أغان على جدار جليدي، 1968
- الجوع والضيف، 1971
- الدخول في شعب بوان، 1972
- مرفأ الذاكرة الجديدة، 1973
- أنا الذي رأيت، 1975
- قصيدة الطين، 1980
- الأزرق والأحمر، 1984
- اسم الماء والهواء، 1986
- نشيد البنفسج، 1992
- مديح من أهوى، 1998

وله في النثر:
- أوراق الرماد
- كتاب الأشياء
- للحرب أيضًا وقت
- محمد العربي

## وصلات خارجية
- (جريدة الحياة): «الملاجة» السورية تكرم شاعرها الراحل محمد عمران . عشرة شعراء عرب في غابة السنديان ومساحات غنائية واسعة
- محمد عمران.. شاعر الحزن الشفيف
- صفحته على موقع كودريدرز